# Seth Adonkor
Seth Adonkor (Accra, 30 ottobre 1961 – Le Temple-de-Bretagne, 18 novembre 1984) è stato un calciatore francese, di ruolo difensore.

## Biografia
Era fratello maggiore del noto ex calciatore Marcel Desailly.

## Carriera

### Club
Nel 1975 si unisce alle giovanili del Nantes, club con cui debutta nel 1981 e con cui vince un campionato francese. 
Il 18 novembre 1984, mentre era in auto nella campagna nantese con i suoi compagni di squadra Jean-Michel Labejof (che rimase ucciso) e Sidi Kabahe (gravemente ferito) Seth Adonkor morì in seguito a un incidente stradale. 

## Palmarès

### Club

#### Competizioni nazionali
- Campionato francese: 1

Nantes: 1982-1983